# Filhos do Exílio
Filhos do Exílio ou, em inglês, Brightness Reef, é um livro de ficção científica de David Brin, publicado em 1996. Este livro é o quarto passado no Universo Uplift (precedido por The Uplift War, seguido por Infinity's Shore).
A história se passa no planeta Jijo, que, pelas regras do Instituto de Navegação, deveria ser deixado abandonado, para que seu ecossistema se recuperasse. No entanto, ao longo dos séculos, sete raças diferentes vieram se refugiar, ilegalmente, neste planeta, cada uma com o seu motivo: g'Keks, traekis, Glavers, Qheuens, Hoons, Urs e Humanos. A civilização que elas construíram deve enfrentar um grande desafio, quando uma nave, vinda da Civilização das Cinco Galáxias, desce no planeta.